# Gunnar Nordin
Lars Gunnar Nordin, född 13 december 1914 i Hamre, Forsa församling, Hälsingland, död 30 december 1980 i Djursholm, Danderyds församling, Stockholms län, var en svensk travtränare. Han var son till Ernst Johan Nordin och bror till Sören Nordin och Gösta Nordin. 
Han var en mycket framgångsrik kusk med sammanlagt 2371 segrar. Gunnar Nordin vann Svenskt Travderby första gången 1943 och ytterligare åtta gånger mellan 1952 och 1975. Han blev allsvensk champion år 1968. Nordin valdes in i travsportens Hall of Fame 2013.
Gunnar Nordin är begravd på Djursholms begravningsplats.